# Donald Hunter (cầu thủ bóng đá, sinh năm 1927)
Donald Hunter (10 tháng 3 năm 1927 - 26 tháng 3 năm 2008) là một cầu thủ bóng đá, từng thi đấu cho Huddersfield Town, Halifax Town & Southport. Ông sinh ra ở Thorne, Doncaster. Sau đó ông mở nhà máy chế biến thịt và xúc xích Hampton road Southport.